# جوزيف أوغستين فورنير

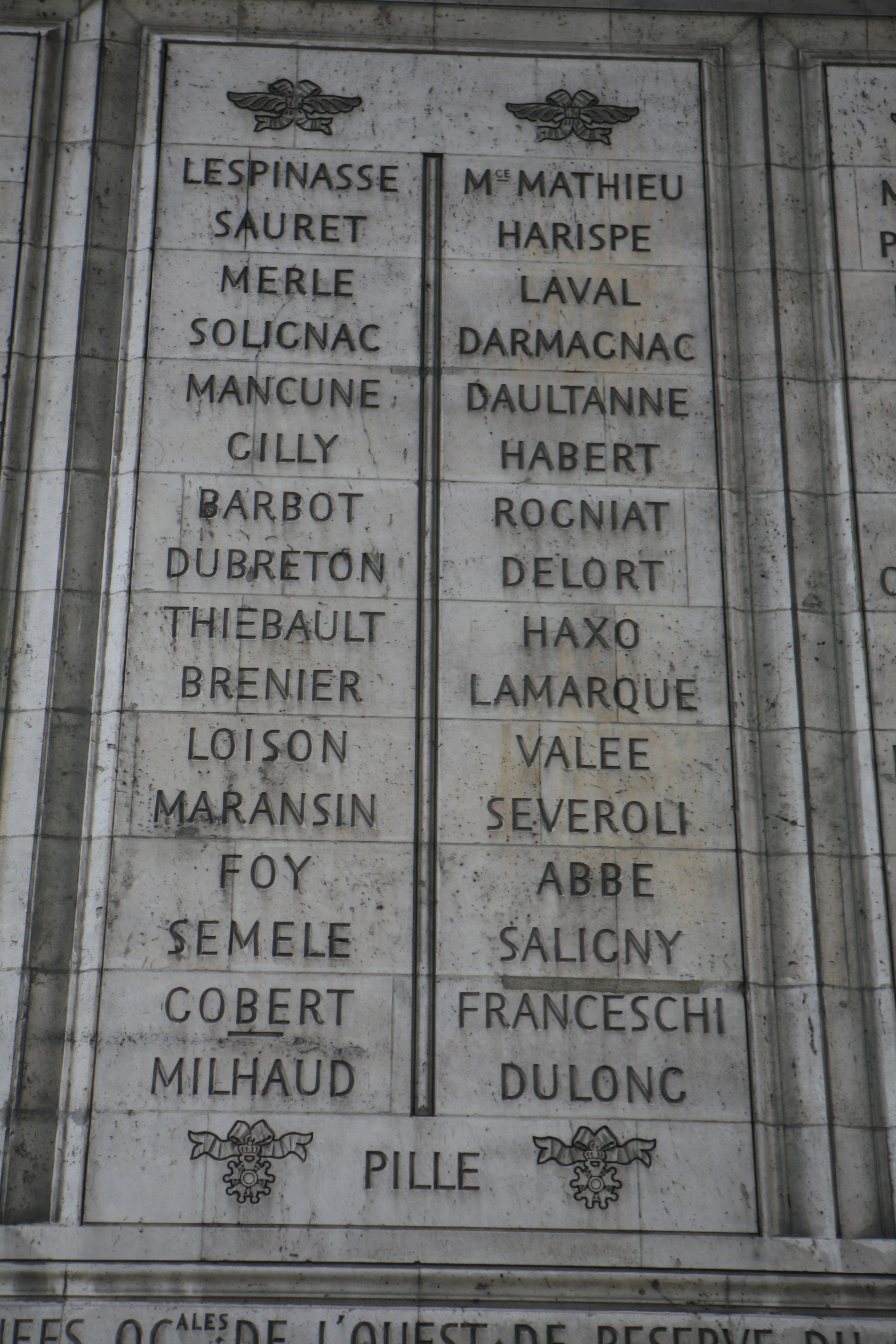
أسماء الجنرالات الفرنسيين الذين خدموا خلال الثورة الفرنسية وحروب نابليون، من ضمنهم جوزيف أوغستين فورنير

جوزيف أوغستين فورنير (بالفرنسية: Joseph Daultanne) هو ضابط فرنسي، ولد في 18 أغسطس 1759 في فالريس في فرنسا، وتوفي بنفس المكان في 7 يناير 1828.